# Princesse Czardas
Pour les articles homonymes, voir Csárdás.
Princesse Czardas (en allemand Die Csárdásfürstin, en hongrois A Csárdáskirálynő) est une opérette en trois actes du compositeur hongrois Emmerich Kálmán, sur un livret de Leo Stein et Béla Jenbach. Sa première représentation a eu lieu à Vienne au Johann Strauss Theater, le 17 novembre 1915. Elle a fait l'objet de plusieurs adaptations cinématographiques.
L'action se déroule à Budapest et à Vienne, juste avant le déclenchement de la Première Guerre mondiale.

## L'œuvre
C'est en 1914 que les deux librettistes élaborent conjointement avec Kálmán le premier acte de l'opéra, qui s'appelle à l'origine Es lebe die Liebe. À cet effet, ils se retirent dans la ville thermale de Marienbad. Après le déclenchement de la Première Guerre mondiale, en juillet 1914, les auteurs interrompent leur travail pendant environ un an, car l'avenir de cette opérette à Vienne n'est pas assuré. À l'été 1915, ils reprennent l’œuvre, cette fois à Bad Ischl. Cette coupure du début de la guerre se reflète également dans les paroles du deuxième et troisième actes. 
La création a lieu le 17 novembre 1915, sous le titre Die Csárdásfürstin (La Princesse Czardas). C'est un immense immense succès suivi de 533 représentations. Dès 1916, l’œuvre est montée dans d'autres maisons de langue allemande ainsi qu'en Hongrie et en Suède. En 1917, elle est traduite en danois, finnois, polonais et russe. La première en français a lieu à Anvers, le 16 novembre 1921, le livret étant dû à Antoine de Graef. En France, l’ouvrage est accueilli au Trianon-Lyrique le 12 mars 1930, dans une adaptation de René Pater et André Mauprey. En 1970, une nouvelle version due à Mario Bois et Daniel Stirn triomphera pendant plusieurs années sur les scènes de province et de Belgique avec la tournée emmenée par Marcel Merkès et Paulette Merval.

## L'intrigue
L 'action de Princesse Czardas se déroule au début du XXe siècle au Théâtre de l'Eldorado à Budapest (acte un), au Palais du Prince Léopold-Marie de Liebensdorf à Vienne (acte deux) et dans un élégant hôtel viennois (acte trois).
Le Prince Edwin de Liebensdorf est amoureux de Sylva Maresco, une belle et séduisante chanteuse de music-hall surnommée la Princesse Czardas et qui fait courir tout Budapest. Pour mettre fin à l'idylle qui la lie au Prince, Sylva Maresco a décidé d'entreprendre une tournée aux Amériques. Afin de retenir près de lui la femme qu’il aime, Edwin, par-devant notaire, s’engage à épouser la Princesse Czardas au cours des deux mois à venir. Mais le Prince Léopold-Marie de Liebensdorf ne veut point de mésalliance pour son fils. Il envoie, à Budapest, son frère, le Colonel von Rohndorf pour qu’il ramène Edwin à Vienne. D'autre part, le Prince fait annoncer les fiançailles d'Edwin et de la Comtesse Stasi. Le Comte Boni Kansciano, ami du jeune Prince et, lui aussi, épris de Sylva s'empresse de lui montrer le faire-part des fiançailles. Désemparée et croyant à une trahison de son amoureux, Sylva part aussitôt avec Boni.
Deux mois plus tard, à Vienne, le Prince et la Princesse de Liebensdorf donnent une grande soirée dans leur palais pour officialiser les fiançailles de leur fils et de Stasi. Mais, cette demoiselle n’accepte pas un mariage de raison. Sylva paraît en compagnie de Boni qu'elle présente comme son mari. Elle use d'un vieux stratagème qui consiste à réveiller l’amour d'Edwin en excitant sa jalousie. Le jeune Prince est indigné et blessé dans son amour propre. Son désir est de reconquérir cette artiste, sans tarder. De son côté, Boni a le coup de foudre pour Stasi et il joue plutôt mal que bien le rôle d'époux. Alors, sans aucune objection, il consent à divorcer instantanément. Edwin a l’intention d’annoncer à son père, son propre mariage avec la soi-disant Comtesse Kansciano. Sylva a quelques scrupules et fait une scène à Boni devant tous les invités réunis, à la suite de certains propos de sa part. Furieuse et déçue, une fois encore, elle dévoile à l'assemblée sa véritable identité et déchire la promesse de mariage signée par Edwin. Précipitamment, elle s'en va et, aussitôt, Edwin part à sa recherche. Coûte que coûte Edwin veut retrouver Sylva et il rencontre Boni dans l'hôtel où il est descendu à Vienne. Accablé de reproches, le Comte Kansciano y va d'un stratagème pour réconcilier les amoureux et ce, en tentant de faire croire à Sylva que le jeune Prince a l'intention de se suicider.
Arrivé à son tour à l'hôtel, le Prince Léopold-Marie de Liebensdorf apprend, par hasard, que sa femme Agathe est une ancienne chanteuse de cabaret. Désormais, il lui est interdit de s'opposer au mariage d'Edwin et de Sylva. Quant à Boni, il passera la bague au doigt de Stasi. Une fois encore, le dénouement est des plus heureux. Tout se termine, comme il se doit, par une union matrimoniale où les préjugés et l'orgueil féminin ont disparu.

## Airs principaux (version française de 1970)
- Ouverture
- Chanson de Sylva
- « Nous aimons faire la noce » (Feri, Boni)
- « C’est la femme que l’on aime » (Edwin, Sylva)
- « Sans femmes, les choses ne marchent pas » (Boni)
- « Le diable au corps » (Edwin, Sylva, Boni, Feri)
- « C’est la femme que j’aime » (Edwin, Sylva)
- « Au printemps les hirondelles bâtissent leur nid »  (Edwin, Stasi)
- « T’en souvient-il ? » (Edwin, Sylva)
- Quatuor « Hourrah ! Hourrah ! »
- « L’amour est bête » (Boni, Stasi)
- « Dans le ciel, les anges chantent » (Edwin, Sylva)
- Ensemble : « Pardon mon père, pardon Stasi »
- « C’est connu l’argent ne fait pas le bonheur » (Feri, Sylva)
- « L’amour est bête » (Boni, Stasi)
- « Aimez-vous »

## Adaptations
- 1934 : Princesse Czardas d'André Beucler et Georg Jacoby
- 1944 : Silva, film musical soviétique d'Aleksandr Ivanovski
- 1951 : Princesse Czardas (en) (Die Csardasfürstin), film de Georg Jacoby
- 1981 : Sylva (Сильва), film musical soviétique de Yan Frid